# Eskdalemuir
Eskdalemuir est un village situé dans le Dumfries and Galloway, en Écosse.